# Bait ul-Futuh
Bait ul-Futuh (Urdu بیت الفتوح DMG Baīt al-Futūḥ, deutsch ‚Haus der Siege‘) in London ist nach der Moschee von Rom die zweitgrößte Moschee in Westeuropa und die größte Moschee der Ahmadiyya Muslim Jamaat (AMJ) außerhalb Pakistans. Zur Namengebung siehe auch Futuh.

## Geschichte
Am 3. Oktober 2003 wurde die Moschee von Mirza Masroor Ahmad, dem Khalifat ul-Massih V. mit der Freitagsansprache eröffnet. Den Grundstein legte jedoch sein Vorgänger Mirza Tahir Ahmad 1998.
Die Moschee bietet Platz für 4.500 Gläubige (das Gebäude insgesamt für ca. 10.000). Die Moschee wurde aufgrund von Platzmangel in der Fazl-Moschee, die zwischen 100 und 150 Gläubige aufnehmen kann, erbaut. Seit dem Bau dieser Moschee finden die Freitagsgebete unter der Führung von Mirza Masroor Ahmad statt. Bei Anwesenheit des Kalifen wird die Freitagsansprache live über den Sender MTA weltweit übertragen. Die gesamten Baukosten der Moschee von etwa 15 Mio. £  wurden von den Mitgliedern der AMJ aufgebracht.

## Lage und Umgebung

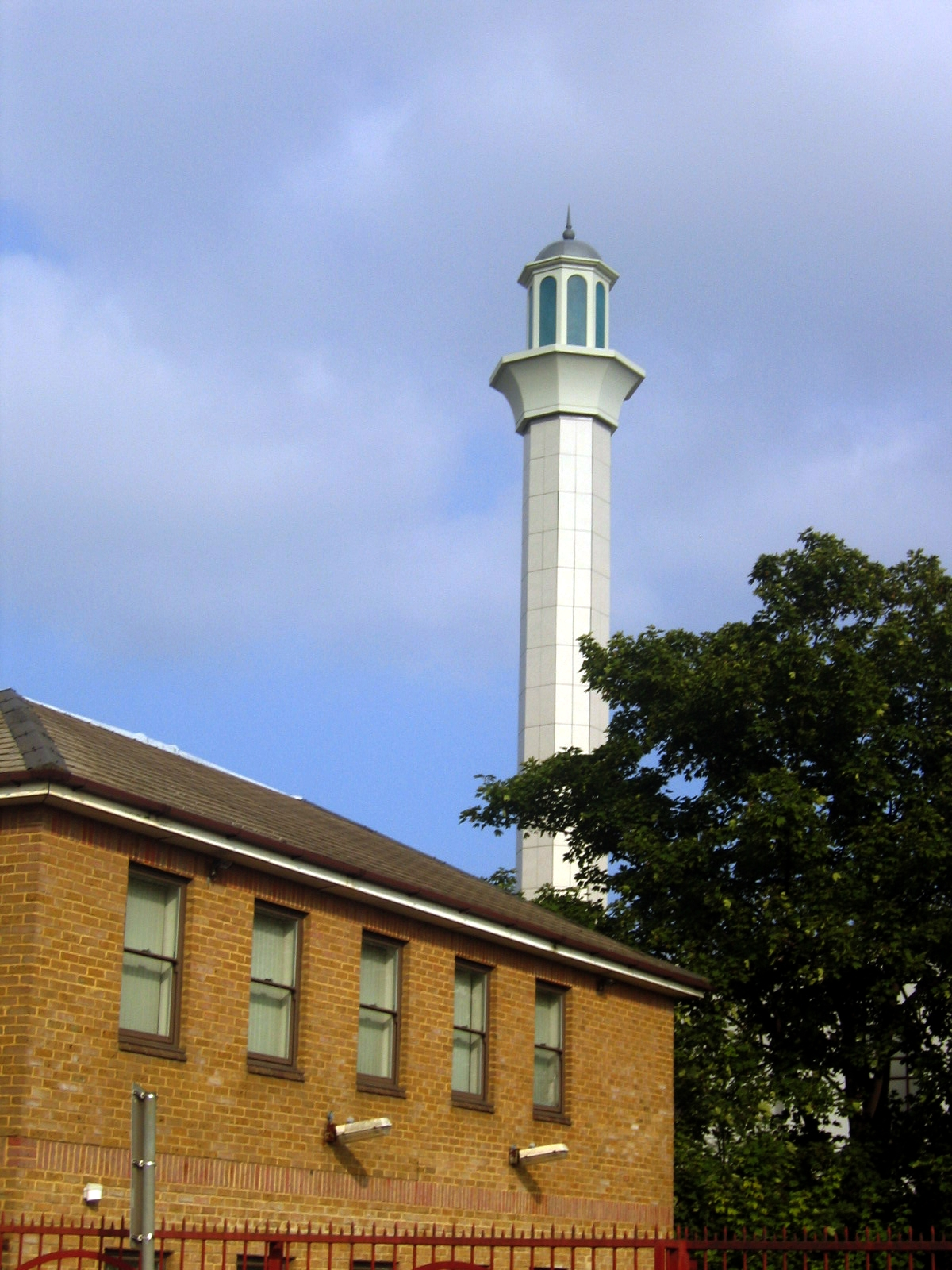
Das Minarett ist 35 Meter hoch

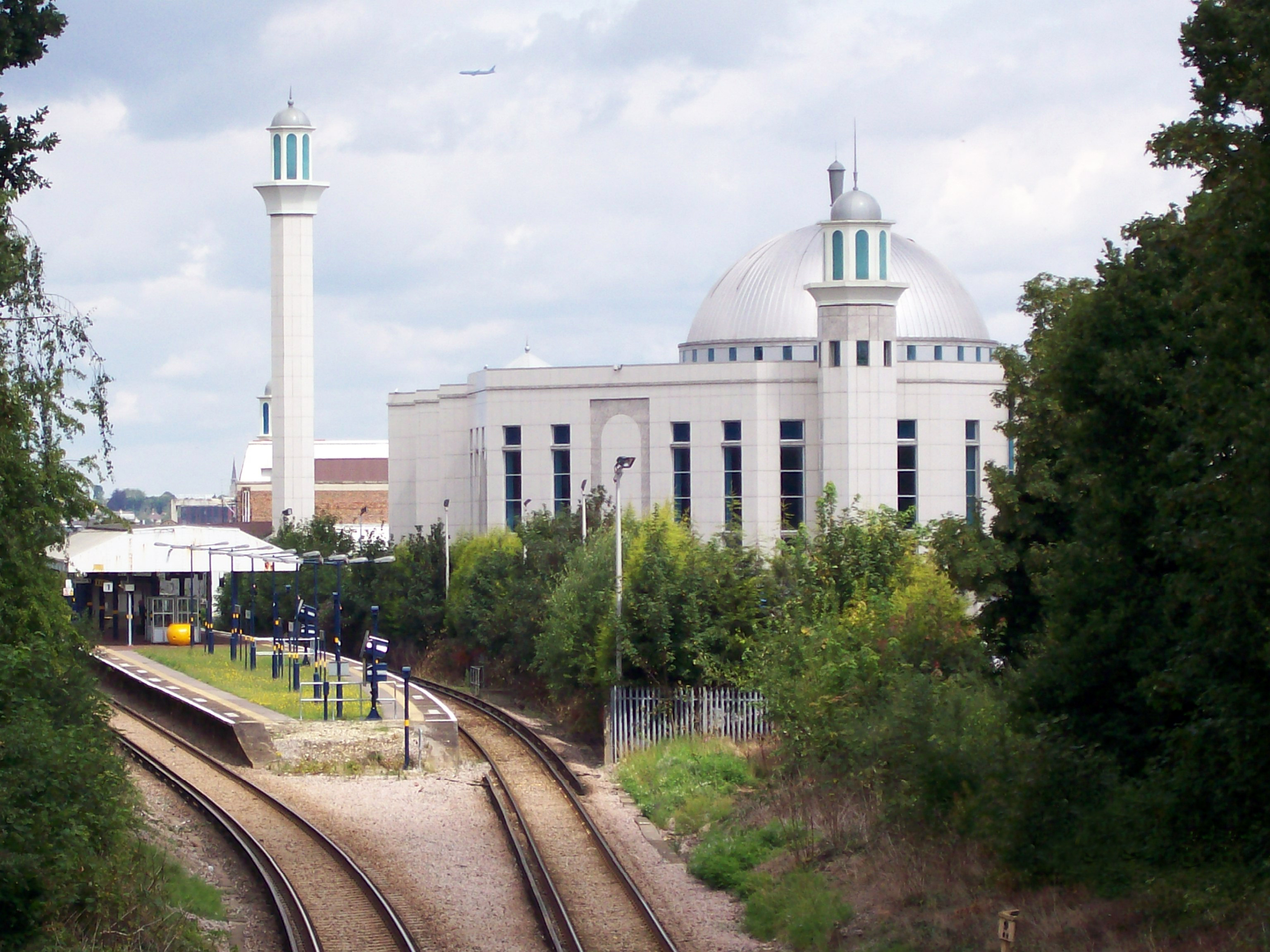
Blick von einer Brücke aus, links der Bahnhof Morden South

Die Moschee befindet sich im Südwesten Londons im Stadtteil Morden an der London Road in der Nähe des Bahnhofs Morden South.
Direkt neben der Moschee gibt es auch noch zahlreiche Hallen, die ebenfalls der AMJ gehören. Darin befinden sich auch Büros von Führungskräften der AMJ. Die Hallen wurden im Jahre 1998 fertiggestellt und werden unter anderem von Moscheebesuchern bei Überfüllung der Moschee genutzt. Dies ist zum Beispiel in der Zeit vor und nach der Jalsa Salana der Fall.

## Aufbau und Konstruktion
Die Bait ul-Futuh hat zwei Minarette, die 35 m und 23,5 m hoch sind. Die Kuppel hat einen Durchmesser von 16 Metern und liegt auf einer Bodenhöhe von circa 23 Metern. Die Moschee hat eine Gebetsfläche von etwa 21.000 m². Des Weiteren besitzt die Moschee zwei eigene Trinkwasserbrunnen, die für das Wudū' verwendet werden.
Innerhalb der Moschee befinden sich drei Etagen (inklusive Erdgeschoss). Das Erdgeschoss ist nur für Frauen, die oberen beiden Etagen nur für Männer bestimmt. Die oberste Etage ist in der Größe etwa nur ein Viertel so groß wie die anderen zwei. Es existieren zwei Aufzüge und auch zwei Treppenhäuser für die Betenden.
Die Bait ul-Futuh wurde auch behindertengerecht konzipiert. So gibt es unter anderem Behindertentoiletten und im zweiten Obergeschoss gibt es Sitzmöglichkeiten für gehbehinderte Menschen.
Der Vorbeter (Imam) hat seinen eigenen Zugang zur Moschee.